# Аккайын (Павлодарская область)
Аккайын (каз. Аққайың, до 2008 г. — Комаровка) — село в Железинском районе Павлодарской области Казахстана. Входит в состав Железинского сельского округа. Код КАТО — 554230300.

## Население
В 1999 году население села составляло 314 человек (156 мужчин и 158 женщин). По данным переписи 2009 года, в селе проживало 164 человека (79 мужчин и 85 женщин).